# Róża Robota
Róża Robota (ur. 1921 w Ciechanowie, zm. 6 stycznia 1945 w KL Auschwitz) – żydowska uczestniczka ruchu oporu w obozie Auschwitz-Birkenau. Jedna z czterech kobiet, które powieszono w KL Auschwitz za rolę w buncie Sonderkommando, który miał miejsce 7 października 1944.

## Życiorys
Urodziła się w rodzinie zasymilowanych Żydów, działała w Ha-Szomer Ha-Cair i po wybuchu II wojny światowej zaangażowała się w działalność konspiracyjną. Aresztowana w 1942 roku, znalazła się w transporcie Żydów skierowanych do obozu koncentracyjnego Auschwitz-Birkenau. Podczas selekcji skierowano ją do sortowni odzieży po zamordowanych więźniach w krematorium III, tam została odnaleziona przez działających w ruchu oporu więźniów pochodzących z jej rodzinnego miasta. Po przeniesieniu do pracy w fabryce amunicji Union w Monowicach zaangażowała się w przemycanie prochu potrzebnego do wysadzenia krematorium przez Sonderkommando, co miało być częścią zorganizowanego buntu. Wtajemniczone w akcję więźniarki wynosiły proch w małych woreczkach, które znajdowały się po wewnętrznej stronie sukienki, w węzłach chustek noszonych na głowie, ukryty pod paznokciami i na dłoniach. Do grupy zaangażowanej w wynoszenie prochu należały również Ala Gertner, Regina Safirsztajn, Róża Grunapfel Meth, Hadassa Złotnicka, Marta Bindiger, Genia Fischer, Inge Frank, Chana Wajcblum, Estera (Estusia) Wajcblum i inne więźniarki. Bunt w Sonderkommando w Krematorium IV rozpoczął się wysadzeniem 7 października 1944 roku budynku krematorium, który został częściowo zniszczony. Sama akcja nie powiodła się, zginęli niektórzy esesmani, a w wyniku pościgu więźniowie, którzy próbowali uciec. Grupa planująca bunt została zadenuncjowana, wśród zdradzonych znalazły się Róża Robota, Ala Gertner, Regina Safirsztajn i Estusia Wajcblum. Zamknięto je w bunkrze karnym w centralnej części obozu i przez miesiąc torturowano, ale nikogo nie wydały. 6 stycznia 1945 roku zostały publicznie powieszone, była to ostatnia egzekucja publiczna na terenie obozu.
Różę upamiętnia „Rosa Robota Gate” przy Montefiore Randwick w Sydney (Australia), nazwę tę nadano z inicjatywy Sama Pitzera, którego siostra poznała ją podczas uwięzienia w Auschwitz.